# Stanisław Łoza (biskup)
Stanisław Łoza herbu Korab (ur. w 1573, zm. w 1639) – polski duchowny rzymskokatolicki, biskup pomocniczy łucki.

## Biografia
26 marca 1632 wybrany biskupem pomocniczym łuckim przez ordynariusza łuckiego Achacego Grochowskiego. 12 czerwca 1634 papież Urban VIII prekonizował go na to stanowisko oraz na biskupa in partibus infidelium argiweńskiego.
4 marca 1635 przyjął sakrę biskupią z rąk biskupa kujawskiego Macieja Łubieńskiego. Współkonsekratorami byli biskup żmudzki Jerzy Tyszkiewicz oraz biskup pomocniczy gnieźnieński Andrzej Gembicki.
Był oficjałem i wikariuszem generalnym diecezji łuckiej. Równocześnie był proboszczem w Tykocinie i prepozytem kapituły kolegiackiej w Ołyce.
Zmarł w 1639. Pochowany w katedrze łuckiej.